# Transverzna rotorja
Transverzna rotorja je konfiguracija rotorjev pri helikopterjih in drugih rotorskih zrakoplovih (npr. Tiltrotor), kjer sta rotorja nameščena eden poleg drugega.
Rotorja se vrtita v nasprotnih smer in tako izenačita moment obračanja, zato ni potreben drug mehanizem npr. repni rotor kot pri konvencionalnih helikopterjih. Transverzna konfiguracija je bolj učinkovita, ker se vsa moč motorja porabi za vzgon, npr. repni rotor porabi okrog 10% moči.
Rotorja sta sinhronizirana, da se ne dotikata. Prednost je da, se lahko uporabi rotor z manjšim premerom (ker sta dva), slabost pa je sofisticiran transmisijski mehanizem.

## Helikopterji transverznimi rotorji
- Focke-Wulf Fw 61 (1936)
- Focke-Achgelis Fa 223 (1941)
- Platt-LePage XR-1 (1941)
- Landgraf H-2 (1944)
- Bratukhin G-3 (1946)
- Bratukhin B-11 (1948)
- Kamov Ka-22 (1959)
- Mil Mi-12 (1967)

## Tiltrotorji transverznimi rotorji
- Bell/Agusta BA609
- Bell XV-15
- Bell XV-3
- Bell Eagle Eye
- V-22 Osprey